# گرگوری چامیتوف
گرگوری چامیتوف (به انگلیسی: Gregory Chamitoff) فضانورد اهل کشور ایالات متحده آمریکا است که در ۶ اوت ۱۹۶۲ میلادی در مونترآل زاده شد. وی در مأموریت اس‌تی‌اس-۱۲۴، اکسپدییشن ۱۷، اکسپدییشن ۱۸، اس‌تی‌اس-۱۲۶، اس‌تی‌اس-۱۳۴ حضور داشته است.